# 克雷松萨克
克雷松萨克（法語：Cressonsacq，法語發音：[kʁɛsɔ̃sak]）是法国瓦兹省的一个市镇，属于克莱蒙区。该市镇总面积6.53平方公里，2009年时的人口为424人。

## 人口
克雷松萨克人口变化图示